# Louisville Shooting Stars
Louisville Shooting Stars byl profesionální americký klub ledního hokeje, který sídlil v Louisvillu ve státě Kentucky. V letech 1953–1954 působil v profesionální soutěži International Hockey League. Shooting Stars ve své poslední sezóně v IHL skončily v základní části. Své domácí zápasy odehrával v hale Louisville Gardens s kapacitou 6 000 diváků.

## Přehled ligové účasti
Zdroj: 
- 1953–1954: International Hockey League